# ISO/CEI 17025
L’ISO/CEI 17025 est une norme internationale qui spécifie les « exigences générales concernant la compétence des laboratoires d'étalonnages et d'essais ». Elle est élaborée par le comité ISO pour l'évaluation de la conformité (CASCO).
L'utilisation croissante des systèmes de management a conduit les groupes de travail de l'ISO CASCO à la nécessité d'assurer que les laboratoires qui font partie d'organisations plus grandes ou qui offrent d'autres prestations puissent fonctionner selon un système de management jugé conforme à l'ISO 9001 ainsi qu'aux normes spécifiques aux laboratoires.
Par conséquent, le texte de la norme intègre toutes les prescriptions de l'ISO 9001 qui sont reconnues comme pertinentes au domaine d'application des essais et étalonnages couvertes par le système de management du laboratoire.
La conformité du système de management de la qualité aux exigences de l'ISO 9001 ne constitue pas en soi la preuve de la compétence du laboratoire à produire des données et des résultats techniquement fiables ou valides. L'usage de cette Norme internationale favorisera la collaboration entre laboratoires et autres organismes dans le but de contribuer à l'échange d'information et d'expérience, ainsi qu'à l'harmonisation des normes et procédures.
La norme ISO/CEI 17025 est à employer par les laboratoires pour la mise au point des systèmes qualité, administratif et technique régissant leur organisation.
Elle peut également être utilisée par les clients des laboratoires, les autorités réglementaires ou les organismes d'accréditation pour l'évaluation et la reconnaissance de la compétence des laboratoires. La norme ISO/CEI 17025 n'est pas destinée à être utilisée comme référentiel pour la certification des laboratoires.
Cette norme, qui concerne tous les laboratoires d'étalonnages et d'essais, à l'exception des laboratoires d'analyses médicales (ISO 15189), est le référentiel utilisé lors des audits d'accréditation.
Le système de management de la qualité des laboratoires accrédités ISO/CEI 17025 se base sur la norme ISO 9001.
La version en cours est la version 2017.

## Accréditation en France
En France, le Cofrac accrédite sur demande, ou dans le cadre de réglementation rendant cette norme d'application obligatoire, les laboratoires d'essais et d'analyses selon cette norme. Cette accréditation est la reconnaissance des compétences techniques du laboratoire mentionnées dans le domaine d'accréditation accessible sur le site du Cofrac.
Les documents sont une lecture de la norme par le Cofrac. Différents points qui ont posé des difficultés d'interprétation sont développés, afin de :
- faciliter l'usage de cette norme éviter aux utilisateurs de s'engager dans des interprétations erronées ;
- signaler des aspects implicites mais pas toujours évidents, afin qu'ils soient pris en compte.